# باغدار (مقاطعة فارياب)
باغدار (بالفارسية: پاگدار) هي قرية تقع في البلدة المركزية في إيران. يقدر عدد سكانها بـ 203 نسمة بحسب إحصاء 2016.